# 德特马·克拉默
德特马·克拉默，联邦十字勋章，勳三等瑞寶章（德語：Dettmar Cramer，1925年4月4日—2015年9月17日）是一名德国足球运动员及教练，率领拜仁慕尼黑於1975年和1976年两夺欧洲冠军杯。由于为日本足球发展做出巨大贡献，被视为“日本现代足球之父”。

## 生平

### 早期生涯
克拉默最早于多特蒙德维多利亚（Viktoria Dortmund）和威斯巴登日耳曼尼亚（Germania Wiesbaden）开始其球员生涯，并在1941年——当他16岁时在一次青训课程中结识了其恩师塞普·赫尔贝格。随后，克拉默的青年时期主要作为球员兼教练分别执教于利普施塔特特托尼亚、格塞克（VfL Geseke）、帕德博恩和林登霍斯特等球队。从1948年至1963年6月30日，他被任命为位于杜伊斯堡的德国西部足球协会（从属于德国足协）主教练，并成为赫尔贝格手下的一员。
在随后的职业生涯中，克拉默试图成为一名新闻从业员，并开始在德国电视二台担任首位体育节目编辑。然而这仅维持了三个月时间，因在此缺乏直接接触足球的机会。在从电视台离职三个月后，他接受了日本足球協會的邀请前往日本成为国家队教练，备战在本土举行的1964年东京奥运会，并率队在赛事中进入复赛。

### 国家队执教生涯

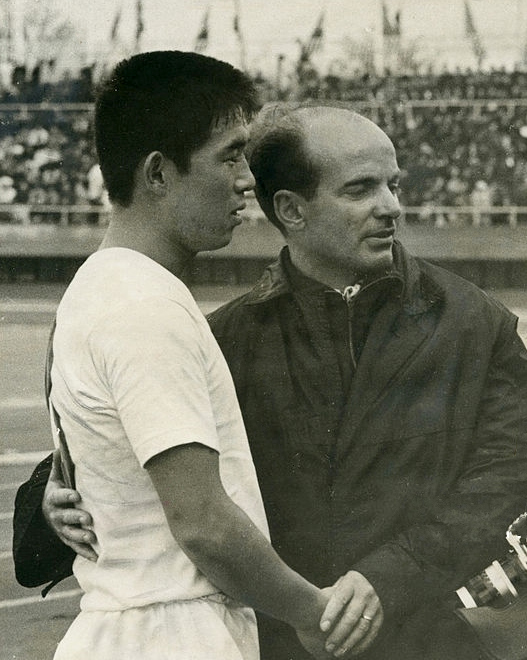
德特马·克拉默（右）與日本足球代表隊成員杉山隆一

1964年1月1日，克拉默重返德国足球协会，与乌多·拉特克共同担任德国国家足球队主教练赫尔穆特·舍恩的助理，并随队参加了1966年世界杯足球赛。他在此岗位一直工作至1974年6月30日，期间他还以国际足联受聘教练员的身份历遍全球70多个国家主办讲座或培训，因此他也常被媒体据此冠以“环球旅行家”的称谓。1974年8月1日起，他开始成为美国国家足球队的主教练。

### 德甲执教生涯
多年来，克拉默曾受到多家德甲球队的执教邀请，但他一直拒绝。直至1975年1月16日，他正式接任拜仁慕尼黑主教练。克拉默最初在此饱受争议，因他冷酷的风格与其前任乌多·拉特克形成了鲜明的对比，这令董事会及球迷心存芥蒂。此外，当时的美国足协也对克拉默的突然辞职非常不满，并表示双方的合约仍然有效。而马克斯·默克尔这位时任同城球队慕尼黑1860主教练的名字也开始与拜仁联系在了一起，作为随时可能替换的继任人选。然而，克拉默最终成功度过了这段艰难时期，因为他获得了以弗朗茨·贝肯鲍尔为首等球员的支持。后者则曾在1963年因私生活不检点被开除出德国青年队后得到克拉默的出手相救，这也拯救了贝肯鲍尔的职业生涯，此后二人关系一直保持良好
。
拜仁慕尼黑在克拉默的率领下连续在1975年及1976年夺得欧洲冠军杯，并在1976年夺得洲际杯。但是由于失去了德国足球冠军，克拉默最终被迫退位。1977年12月，拜仁慕尼黑与法兰克福作出了一项交易，将克拉默与对方主教练久拉·洛兰特的岗位互换。然而，两支球队均没有为这项交易而高兴，因在1977-78赛季结束时，拜仁仅排在积分榜第12位，创造了球队自参加德甲以来的最低排名，而法兰克福也仅位居中游。1978年6月30日，法兰克福终止了与克拉默的合約。

### 辗转执教生涯
从1978年秋季至1981年12月期间，克拉默担任沙特阿拉伯国家队主教练，并同时执教伊蒂哈德足球俱樂部。1981年12月至1982年5月，他又在希腊阿瑞斯足球俱乐部任教。在1982-83赛季，克拉默重返德甲，加盟勒沃库森。在此后三年的任期中，他率队于1983-84赛季结束后首次位列积分榜的上半区，却于接下来的赛季中无法重复这样的表现，只得再度离开俱乐部和德甲。1997年，在先后执教了19个国家后，克拉默最终选择了退休，但他退休后仍然是国际足联观察员以及日本和韩国足协的技术顾问。直至几年前，他仍经常在日本举办全国巡回演讲。

## 私生活
克雷默在第二次世界大战期间曾是一名伞兵中尉。他共有过两段婚姻，现任妻子安娜·玛丽（Anna Marie）是他在曼谷主办足球培训期间结识并相爱的。同一时期的新闻界盛传克拉默之所以在当时会接受拜仁慕尼黑的执教邀请，便是受到了其妻子的影响。这也使得他的家庭，包括当时几乎已成年的儿子得以最终安定下来。克拉默晚年与他的家人居住于德国巴伐利亚州的温克尔地区赖特。2015年9月17日，克拉默在當地逝世，終年90歲。

## 荣誉及影响
由于长期在海外致力于推动足球运动的发展，克拉默共拥有两项名誉教授头衔，并获颁德国联邦十字勋章。其中日本足协更是在他的建议下于1965年创立全国联赛，成为了J联赛的前身。同时，克拉默还多次在日本开办国际足联教练员培训班，这也为现在众多的日本球员登陆欧洲赛场奠定了基础。1968年，他还作为日本队的技术顾问帮助球队在墨西哥城奥运会上历史性的获得足球项目铜牌。为了表彰其贡献，昭和天皇于1971年亲自向他授予勳三等瑞寶章，并在2005年成为首批入选日本足球名人堂的人士之一。此外，克拉默还是美国莫霍克族和苏族部落的名誉酋长
。
2013年，克拉默因为毕生对足球工作的热忱而赢得了“德国足球大使”奖。